# 黛安娜·韦弗斯
黛安娜·韦弗斯（英語：Diana Weavers，1975年5月4日—），新西兰女子曲棍球运动员。她曾代表新西兰参加1998年、2002年和2006年英联邦运动会曲棍球比赛，在1998年英联邦运动会曲棍球比赛的女子团体曲棍球项目中获得一枚铜牌。